# Баварская академия изящных искусств
Баварская академия изящных искусств (нем. Bayerische Akademie der Schönen Künste) — объединение именитых деятелей искусства со штаб-квартирой в Мюнхене.

## История и деятельность
Академия была учреждена Свободным государством Баварией в 1948 году в традициях Королевской академии искусств в Мюнхене, основанной в 1808 году.

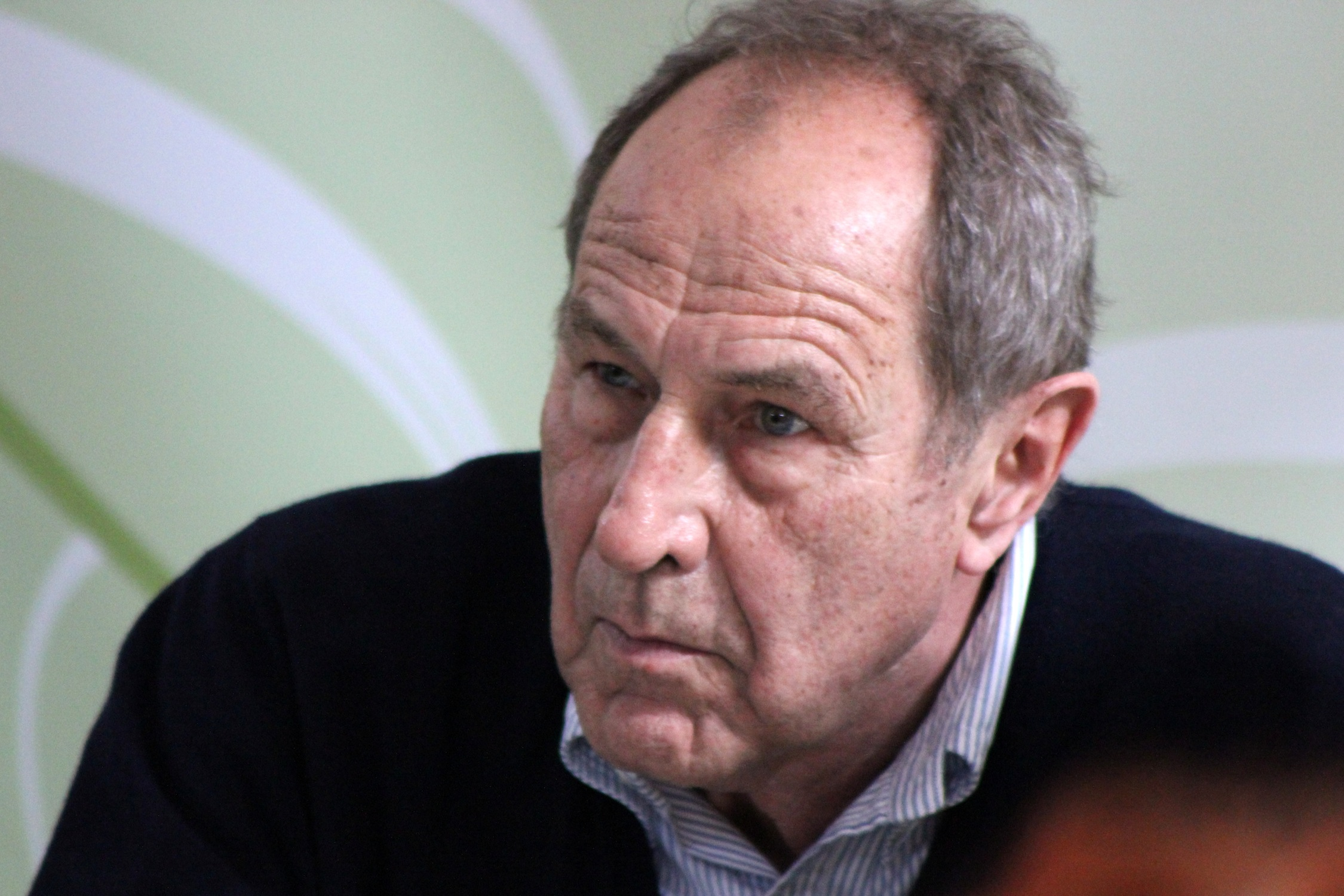
Михаэль Крюгер, президент Баварской академии изящных искусств с 2013 года

Задача Академии состоит в постоянном наблюдении за развитием искусства, его всяческой разумной поддержке и в выдвижении предложений по его поддержке, а также в участии в гуманитарном соотношении между видами искусства и искусством и обществом и защищать честь искусства.
Академия организует открытые дискуссии, выставки, лекции, доклады и концерты. На выборной основе ежегодно принимает членов Академии в четырёх направлениях: изобразительное искусство, литература, музыка и исполнительское искусство.
До 1968 года штаб-квартира Академии находилась во Дворце принца Карла, затем временно находилась на площади Каролиненплац. С 1972 года Баварская академия изящных искусств заседает в Мюнхенской резиденции.

## Награды Академии
Баварская академия изящных искусств награждает следующими премиями и рабочими стипендиями:
- Большая литературная премия Баварской академии изящных искусств (в 1950—1985 годах Литературная премия, в 1986—2007 годах Большая литературная премия, с 2008 года Литературная премия Томаса Манна)
- Почётная литературная премия (1952—1985; заменена Почётной наградой имени Вильгельма Хаузенштайна)
- Почётное кольцо имени Фридриха Людвига фон Шкеля (с 1967 года; в области ландшафтной архитектуры)
- Музыкальная премия имени Эрнста фон Сименса (с 1974 года; совместно с Музыкальным фондом имени Эрнста фон Сименса)
- Премия Адальберта фон Шамиссо (1985—2005; совместно с Фондом Роберта Боша; литературная премия)
- Почётная награда имени Вильгельма Хаузенштайна за культурное посредничество (с 1986 года)
- Путевая стипендия имени Карла Рёслинга (с 1986 года)
- Премия Фридриха Баура (с 1990 года; совместно с Фондом Фридриха Баура; вручается деятелям искусства Франконии, Верхнего Пфальца и Нижней Баварии)
- Сочинение по заказу Академии (с 1990 года)
- Поэтическая премия Хорста Бинека (с 1991 года)
- Премия Герды и Гюнтера Биаласов (с 1998 года; совместно с Фондом GEMA; музыкальная премия)
- Премия Райнера Мальковского (с 2006 года; совместно с Фондом Райнера Мальковского; литературная премия)
- Премия Нового слуха (с 2006 года; совместно с Фондом «Новая музыка в диалоге», г. Кёльн; за посредничество в области современной музыки)
- Стипендия в области искусства

## Президенты
- 1948—1953: Вильгельм Хаузенштайн
- 1953—1968: Эмиль Преториус
- 1968—1974: Ганс Эгон Хольтхузен
- 1974—1983: Герд Альберс
- 1983—1995: Хайнц Фридрих
- 1995—2004: Виланд Шмид
- 2004—2013: Дитер Борхмайер
- с июля 2013: Михаэль Крюгер

## Директора

### Отделение изобразительного искусства
- 1969—1983: Иоганнес Людвиг
- 1992—1995: Виланд Шмид
- с 2004: Винфрид Нердигер

### Отделение литературы
- 1983—1990: Хорст Бинек
- 1991—2004: Альберт фон Ширндинг
- 2004—2009: Петер Хорст Нойман
- 2010: Йенс Мальте Фишер
- с 2011: Герт Хайденрайх

### Отделение музыки
- 1974—1979: Гюнтер Биалас
- 1992—2002: Вильгельм Кильмайер
- с 2002: Зигфрид Маузер

### Отделение исполнительского искусства
- с 1986: Дитер Дорн